# 謝南光
謝南光（1902年11月18日—1969年7月26日），原名謝春木，筆名追風，出生於彰化，是台灣日治時期著名的社會運動參與者，也是戰後著名的中國政治人物。 謝春木於1921年畢業於臺北師範學校（現國立臺北教育大學），不久留學於日本東京高等師範學校（現筑波大學），並且於1925年畢業，轉入高等科。謝春木在學期間曾參加台灣文化協會的第二、三回夏季文化講演團，但是因為二林事件發生，乃退學回到臺灣聲援，不久便進入台北的台灣民報社工作。1927年臺灣民眾黨成立，謝春木為創立人，並且擔任政治部主任、勞農委員會主席。但是由於謝春木的激進路線主導台灣民眾黨，導致日本官方於1931年強制解散台灣民眾黨。
台灣民眾黨解散之後，謝春木也於1931年舉家移住中國大陸，並且創設「華聯通信社」。謝春木在1933年12月改名為謝南光，並且出任南洋華僑聯合會書記。中日戰爭爆發以後，謝南光進入重慶的國際問題研究所，擔任收集日軍情報之工作，1940年9月擔任祕書長。之後，謝南光擔任臺灣革命同盟會常務委員，1943年11月任主任委員。第二次世界大戰結束後，謝南光任中國駐日代表團委員，擔任政治經濟組副組長，滯留日本東京；1950年謝南光辭職，擔任天德貿易會社理事長，並被選為中日友好協會理事，1952年他前往北京，以「特別招待人」的身分參加中國人民政治協商會議，復出任中國全國人民代表大會代表、常委會委員等職。1969年7月26日病逝於北京。

## 生平
謝春木於1921年畢業於臺北師範學校（現國立臺北教育大學），不久留學於日本東京高等師範學校（現筑波大學），並且於1925年畢業，轉入高等科。謝春木在學期間曾參加台灣文化協會的第二、三回夏季文化講演團，但是因為二林事件發生，乃退學回到臺灣聲援，不久便進入台北的台灣民報社工作。1927年臺灣民眾黨成立，謝春木出任中央常務委員，並且擔任政治部主任、勞農委員會主席。但是由於謝春木的激進路線主導台灣民眾黨，導致日本官方於1931年強制解散台灣民眾黨。
台灣民眾黨解散之後，謝春木也於1931年舉家移住中國大陸，並且創設「華聯通信社」。謝春木在1933年12月改名為謝南光，並且出任南洋華僑聯合會書記。中日戰爭爆發以後，謝南光進入重慶的國際問題研究所，擔任收集日軍情報之工作，1940年9月擔任祕書長。之後，謝南光擔任臺灣革命同盟會常務委員，1943年11月任主任委員。第二次世界大戰結束後，謝南光任中國駐日代表團委員，擔任政治經濟組副組長，滯留日本東京；1950年謝南光辭職，擔任天德貿易會社理事長，並被選為中日友好協會理事，1952年他前往北京，以「特別招待人」的身分參加中國人民政治協商會議，復出任中國全國人民代表大會代表、常委會委員等職。1969年7月26日病逝於北京。

## 瑣事或傳聞

### 赴華以前
- 快要畢業的時候，王白淵與幾位台北師範同學，拍了一張變裝照片。王白淵扮成一個穿西裝的女人，一位同學扮卓別林，另一位則扮作算命先生；至於謝春木及其他同學，則是「穿著一副台灣服，雙手拿著一輪腳踏車，做出將要出發的姿勢，車子的後方掛了一個招牌，寫了『提高台灣的文化』的字樣，前面有一個同學裝做日人，站在那邊不肯給他走，車子的前面亦一樣，掛了一個招牌，寫著「不，再等一些罷！」的字樣」。[3]

- 謝春木在就讀台北師範學校時，時常閱讀當時被台灣各校列為禁書的《台灣青年》（新民會機關誌），他不但是雜誌的共鳴者，也是在校內秘密流傳這份刊物的活躍者。1921年，謝春木以第一名優異成績從台北師範畢業，並且接受總督府文教局獎學金，前往東京高等師範求學；但他來到日本以後，卻變成日本殖民統治的批判者。1922年，謝春木以「追風」為筆名，在《台灣》發表一篇短篇小說「她將往何處去？致苦惱的年輕姊妹們」，這篇作品日後被學者視為台灣文學史上，一篇相當重要的白話小說作品。之後，謝春木陸續在《台灣》、《台灣民報》、《台灣新民報》等刊物，發表他對台灣殖民當局的教育、法律、農工運動等議題的評論。[4]

- 謝春木留日期間，除了唸書、寫作，他積極參與台灣文化協會的各種海外活動，也參加文化協會的東京留學生夏季文化演講團，1923~1925這三年皆回台宣傳。謝春木前兩次返鄉演講題目與內容，根據台灣文學與歷史學者何義麟研究，有：「教育的一般化」、「科學態度與日常生活」、「現代教育的特色」、「教育的個性化和社會化」等。之後，謝春木擔任東京青年會的幹事，並且熱衷於議會設置請願運動。[5]

- 留日期間，謝春木曾與王白淵一同睡一同吃，兩人常在公寓的樓上談論台灣人的命運，聊到天亮。1931年王白淵出版日文詩集《棘之道》(中譯為「荊棘之道」)，謝春木特別為王白淵寫了一篇序文，交代自己與王白淵的友誼、王白淵的思想轉變，以及透露其對日本同化政策及教育方法的不滿。謝春木這篇序文得到王白淵的肯定，多年後被王白淵翻成中文。[6]

- 1925年10月「二林事件」暴發，這場農運帶給謝春木巨大的震撼，因為10月22日警民衝突地點，正巧在謝春木親族的甘蔗田，而且不少被捕者是他的親朋好友(例如：友人李應章)。為了聲援農運，謝春木放棄學業趕回台灣，投入救援行列。回台以後，謝春木在台灣民報台北支局任職，而且積極參與當時蓬勃發展的農工運動，以及台灣文化協會的活動。1927年7月蔣渭水成立台灣民眾黨，謝春木擔任第一任秘書長。1930年8月他與黃白成枝共同擔任《洪水》[7]的編輯，政治立場逐漸左傾，關注台灣農工大眾的生存權，與留學時期關心文化啟蒙、教育改革及台灣議會設置請願運動有所不同。[8]

- 由於謝春木從回台到1931年12月移居上海這段期間，積極從事政治與農工運動，因此謝春木成為日本特務警察的監視對象，移居中國到中日戰爭結束這段期間，也是如此。[9]

### 赴華以後
- 張秀哲著“勿忘台灣落花夢”，二十九，云：一二八中日事變發生以後，日本的軍事勢力擴大波及上海租界，謝君乃感覺身邊的危險，因為華聯通訊社的作風多為抗日，論調易受日本忌視，乃決心避難離滬以免日人亂捕犧牲，一時即謠傳謝君被殺逝世，或傳被害於福建……謝君東奔西走，後來卻聞到廈門去又再跑到香港，做了某種的特別工作，後又轉道重慶，卻是一位勇敢的臺胞志士。……也是一位臺灣傑出的人材。

- 謝春木在抗戰爆發後，曾擔任情報分析組織國際問題研究所秘書長。據傳台灣電視劇「揚子江風雲」那個神出鬼沒的人物「長江一號」，就是他在「國際問題研究所」的代號。[10]

- 謝春木曾對一位深入重慶的台灣女學生藍敏說道：「將來若中國勝利，不是國民黨的天下，而是共產黨的天下」，而且希望對方到延安。[11]

## 各種作品
使用中、日文寫作的文學作品：
- 日文小說〈她將往何處去—致苦惱的年輕姊妹〉：謝春木在1922年5月21~23日寫成。作品在《台灣青年》上連載，1922年7月第5號首次刊出[12]。
- 日文新詩〈詩的模仿：讚美蕃王〉、〈詩的模仿：煤炭頌〉、〈詩的模仿：戀愛將茁壯〉、〈詩的模仿：花開之前〉：這些作於1923年5月，發表在1924年4月《台灣》第5年第1號，該雜誌延誤8個月才出刊[13]。上述的四首詩原來以日文書寫，後來被台灣詩人陳千武翻譯成中文。現在，人們透過陳明台主編的《陳千武譯詩選集》，讀到這四首詩的中譯文本。[14]謝春木以筆名「追風」所寫的「詩的模仿」四首，當中兩首--〈讚美蕃王〉與〈燒炭頌〉的中譯文本，收錄在林瑞明主編《國民文選‧現代詩卷I》。[15]
- 中文小說〈無知的『神秘的自制島』〉（1923年）（為台灣早期新文學運動的重要著作）[來源請求]

使用中、日文撰寫的其他著作：

- 《臺灣人的要求》（1929年出版）：日文書名是「臺灣人の要求 : 民眾黨の發展過程を通じて」，該書在1931年(昭和6年)由台灣新民報社出版。
- 《臺灣人如是觀》（1931年出版）：日文書名是「臺灣人は斯く觀る」，該書在1930年(昭和5年)由台灣民報社出版，也是記錄臺灣民族運動史上最珍貴的文獻之一。
- 《日本主義的沒落》(1933年出版)：由重慶國民圖書出版社出版。
- 《敗戰後日本真相》 （页面存档备份，存于）(1935年出版)：由台灣(中華民國)的民報印書館[16]。

後人編選的出版物：
- 1974年東京龍溪書舍復刻、出版謝春木《台灣人如是觀》、《台灣人的要求》與《日本主義的沒落》這三本書。
- 郭平坦/校訂，《謝南光著作選》(上)(下)，台北市：海峽出版社，1999年。

## 時人與後世的評價

### 其人的定位及評論
台灣總督府警調單位將謝春木歸為「民族運動右派」；而日本內務省警保局保安課、上海領事館等單位，則將謝春木列為「特甲」級監視對象。
研究台灣政治運動的日人學者若林正丈認為，赴華以前的謝春木，其政治意識形態是「穩健派中稍稍具有社會主義傾向者」，介於林獻堂、蔡培火等人代表的「穩健派」以及蔣渭水、連溫卿等人代表的「激進派」的中間。

### 政治與文化論述
對於謝春木的政治與文化論述，台文學者柳書琴如是評道，謝春木離開台灣、前往中國之前所寫的《台灣人如是觀》與《台灣人的要求》，「兩書可說是〈她將往何處去？〉的1930年代版本，也可以說是政論形式的另一本殖民青年摸索認同的《荊棘之道》。只是進入1930年代，謝春木捨去譬喻，褪去文學外衣，直接以時論凝視台灣的未來。」

### 文學作品
後世對謝春木文學作品的評價：
- 詩人陳千武將他的「詩的模仿」系列作品譽為「台灣新詩的原型」。
- 學者陳芳明則將謝春木的小說視為台灣左翼的濫觴。